# 特倫山
69°38′S 39°42′E / 69.633°S 39.700°E
特倫山是南極洲的山峰，位於毛德皇后地，處於呂佐夫-霍爾姆灣東部，該山峰根據挪威探險隊拍攝的空中照片被繪入地圖，該山峰現時由南極條約體系管理。